# Carbajosa de la Sagrada
Carbajosa de la Sagrada – gmina w Hiszpanii, w prowincji Salamanka, w Kastylii i León, o powierzchni 13,71 km². W 2011 roku gmina liczyła 6528 mieszkańców.